# La Petite Sicile
La Petite Sicile est un ancien quartier portuaire de Tunis (Tunisie) qui occupe la partie orientale de la ville. Il est encadré par l'avenue de Carthage à l'ouest, le port à l'est, le quartier populaire de Bab Alioua au sud et l'avenue principale de la ville, l'avenue Habib-Bourguiba, au nord.

## Constitution du quartier
En 1865, Sadok Bey, bey de Tunis, offre à titre gracieux un terrain marécageux à la famille Fasciotti. Cette famille faisait partie de la bourgeoisie tuniso-italienne. Eugène Fasciotti est un ancien préfet de Naples et sénateur à Rome alors que son épouse Carlotta — née Gnecco — est issue d'une famille génoise de Tunisie. Le domaine est immatriculé au numéro 2929 et dénommé « Carlotta Fasciotti-Gnecco » le 17 février 1897. 
La famille comble peu à peu les marécages par des gravats et gagne des terrains sur le lac de Tunis. Elle y construit plusieurs bâtiments autour de quelques rues privées et loue à des tiers des terrains sur lesquels elle autorise la construction de petites maisons temporaires et sans étages jusqu'en 1900.
Une population ouvrière, principalement d'origine sicilienne et sarde, s'installe dans ce quartier. Des marins, des dockers et des ouvriers s'y installent, encouragés par l'inauguration, à la limite orientale du domaine, du port de Tunis en 1893. Le tissu social du quartier lui donne le surnom de « La Sicile ». 
L'urbanisation y est non maîtrisée, l'architecture spontanée et les constructions rudimentaires. La municipalité viabilise progressivement et tardivement les rues du quartier.

## Viabilisation et harmonisation du quartier

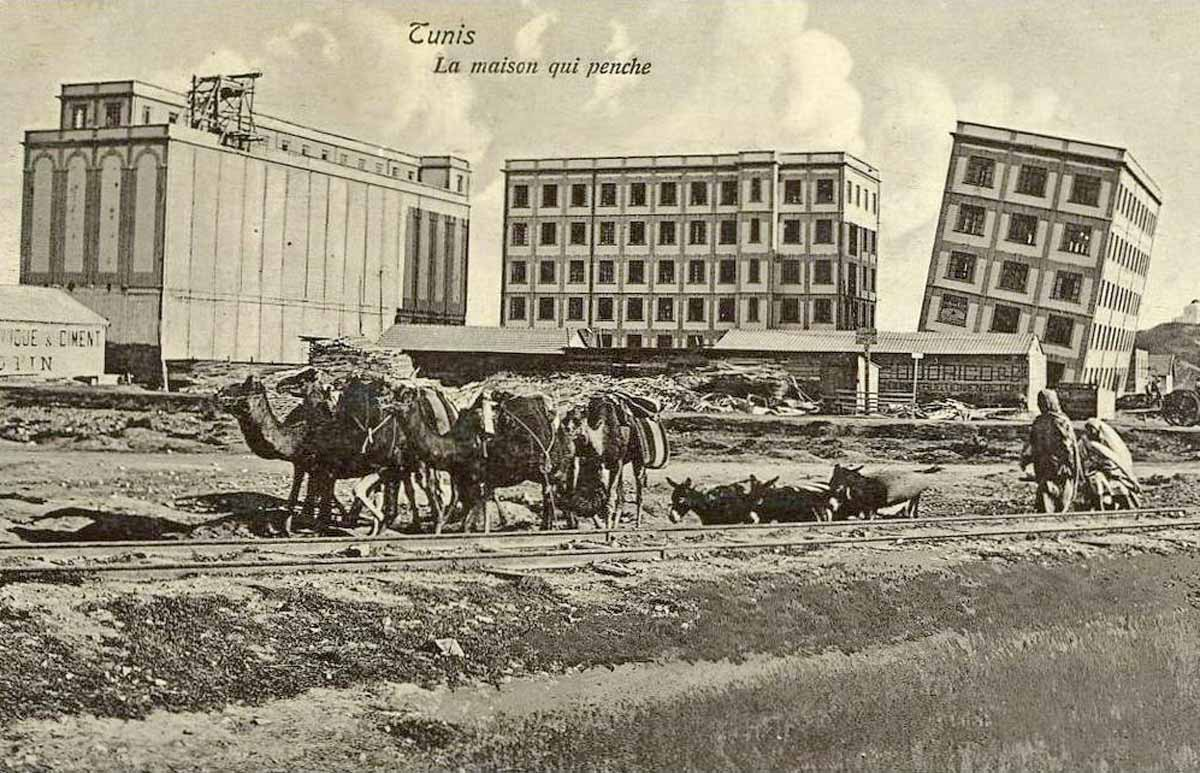
Construction sur le site de La Petite Sicile en 1906

En 1897, la famille cède à l'État tunisien six parcelles du domaine contre une viabilisation de la propriété. Les époux Fasciotti décèdent dans la foulée, d'abord Carlotta en 1898 à Hammam Lif puis Eugène à Rome.
Le quartier est équipé en adductions d'eau et de gaz naturel et les rues viabilisées grâce à des travaux financés par une taxe locative progressive sur les terrains vendus par les Fasciotti qui avaient jusqu'en 1907 pour rembourser le solde. Le nouvel hôtel de ville, qui ouvre ses portes en 1900 sur l'avenue de Carthage limitrophe du terrain, valorise le quartier.
Des habitations et des ateliers émergent à cette époque dans le quartier qui voient s'installer jusqu'à la fin du XXe siècle des ferrailleurs et des mécaniciens puis des tourneurs et des garagistes. Ces derniers laissent progressivement leur place à des bureaux et des commerçants, particulièrement des distributeurs de pièces détachées. 
Certaines constructions seront édifiées sans tenir compte de la nature du remblai comme la célèbre Maison penchée, une minoterie, dont les trois bâtiments seront redressés et consolidés au niveau des fondations.
La famille Fasciotti continue de gérer les parties résiduelles de leur domaine jusqu'en 1951 lorsque  (ro), avocat et diplomate, fait des deux derniers hectares sa participation au capital d'une société immobilière siégeant à Casablanca. Cette participation est alors valorisée à 48 000 000 francs.

## Modernisation et réaménagement
La Petite Sicile fait l'objet, à la fin des années 1990, d'un projet de réaménagement important dont les grandes orientations sont définies après une consultation auprès de bureaux de conseils tunisiens. Il s'agit de créer un pôle tertiaire commercial et résidentiel sur une superficie de 80 hectares limitée par Bab Alioua au sud, l'avenue Habib-Bourguiba au nord, le port à l'est et la rue de Carthage à l'ouest. La transformation futur du port de Tunis en port de plaisance — l'activité passagers étant désormais installée au port de La Goulette et l'activité commerciale au port de Radès — profite à l'ensemble en lui donnant un certain standing.
Une commission spéciale, composée de cadres municipaux, en collaboration avec le Conseil de l'ordre des architectes et le ministère de l'Équipement, de l'Habitat et de l'Aménagement du territoire, a choisi le projet du cabinet Ahmed Ouerdani. Il comprendra un parking à étages s'étendant sur 7 492 m2, deux tours jumelles, une station de transport multimodale (gare principale, station de bus et de taxis et station de métro), des immeubles résidentiels et administratifs et des espaces culturels, sociaux et commerciaux. 
Dans le cadre du même projet, la place de Barcelone sera reliée à la zone aménagée avec une place publique et une esplanade. L'entrée de la ville sera réalisée à partir de Bab Alioua et de l'avenue d'Italie qui sera élargie à cet effet. À partir de la route Z4, les deux tours qui symboliseront l'entrée sud de Tunis seront reliées par une passerelle. En offrant au centre de Tunis et aux communes avoisinantes une façade ouverte sur la mer, le projet permettra aux Tunisois de posséder leur propre marina qui naîtra sur les berges du lac « sud » de Tunis.